# Gloucester (New South Wales)
Gloucester ist eine Stadt im Osten des australischen Bundesstaates New South Wales. Sie liegt ca. 100 km nördlich von Newcastle und ca. 60 km westlich von Taree, am Ostrand der Great Dividing Range. Sie ist das Verwaltungszentrum der Local Government Area Gloucester Shire. Bei der Volkszählung 2021 hatte die Stadt am Gloucester River 2.469 Einwohner.

## Geschichte und Wirtschaft
Die Gegend um Gloucester wurde erstmals 1826 von Robert Dawson, Chefagent der Australian Agricultural Company (A.A. Company) bereist. In den 1830er-Jahren ließen sich dort die ersten Siedler nieder. 1855 wurde die Siedlung Gloucester gegründet und diente zunächst Schafzüchtern. Bald aber wurde klar, dass dieses Land nicht ideal für die Schafzucht war. Die wichtigsten Wirtschaftszweige von Gloucester sind heute Tourismus, Holzwirtschaft, Rinderzucht und Kohlenbergbau. Die Holzindustrie war seit Ende des 19. Jahrhunderts bestimmend in der Gegend und ist auch heute noch, zusammen mit der Rinder- und Milchwirtschaft, ein wichtiger Wirtschaftszweig.
1876 fand man Gold in Copeland, einer kleinen Siedlung nordwestlich von Gloucester. So wurde Copeland wegen des Goldes und der roten Zedern (Toona australis) zu einer ansehnlichen Stadt mit über 3.000 Einwohnern. Seit Ende des Goldrausches hat seine Einwohnerzahl aber drastisch auf einige Hundert Einwohner abgenommen.
Die Australian Agricultural Company hatte Bergbaurechte für ein Gebiet von 2.000 km² zwischen dem Manning River und dem Karuah River zugesprochen bekommen, das auch das Gebiet von Gloucester umfasste. In den Jahren 1856 / 1857 beschäftigte die Gesellschaft Landvermesser zur Vermessung einer Eisenbahnlinie vom Port Stephens nach Stroud und weiter nördlich über Gloucester zum Manning River. Nachdem klar war, dass der Bau dieser Eisenbahnlinie auf Grund geografischer Gegebenheiten zu schwierig war, gab man den Kohlebergbau auf, bevor er richtig begonnen hatte.
1995 aber begann Gloucester Coal (vormals Stratford Coal) mit dem Kohleabbau in Stratford, einem Dorf 12 km südlich von Gloucester. Seither hat die Firma ihre Bergbauaktivitäten über den ganzen Distrikt ausgebreitet und offenbar die Rechte der A.A. Company erworben.

## Verkehr
Der Bucketts Way verbindet Gloucester mit dem Pacific Highway nördlich von Raymond Terrace und in Taree. In der Stadt zweigt der Thunderbolts Way vom Buckets Way ab und schafft die Verbindung über die Great Dividing Range, nach Nowendoc, Walcha und Armidale.
Auch die North Coast Railway Line führt durch Gloucester.

## Freizeit und Medien
Den größten Teil des 20. Jahrhunderts gab es zwei Kinos in der Hauptstraße ‚’Church Street’’: ‚’The Star’’ (geschlossen 1968) und das ‚’Majestic Theatre’’ (seit Anfang der 1920er-Jahre bis 1980). Das Gebäude des Majestic Theatre steht noch heute und dient als Einkaufszentrum.
Die Wochenzeitung des Distrikts Gloucester heißt The Gloucester Advocate.